# Chloropoea rogersi
Chloropoea rogersi är en fjärilsart som beskrevs av Henry Trimen 1909. Chloropoea rogersi ingår i släktet Chloropoea och familjen praktfjärilar. Inga underarter finns listade i Catalogue of Life.